# Josef Schneider (remero)
Josef Schneider (Romanshorn, 5 de marzo de 1891-Thun, mayo de 1966) fue un deportista suizo que compitió en remo.
Participó en los Juegos Olímpicos de París 1924, obteniendo una medalla de bronce en la prueba de scull individual. Ganó tres medallas en el Campeonato Europeo de Remo entre los años 1924 y 1926.

## Palmarés internacional
| Juegos Olímpicos   | Juegos Olímpicos       | Juegos Olímpicos  | Juegos Olímpicos |
| Año                | Lugar                  | Medalla           | Prueba           |
| ------------------ | ---------------------- | ----------------- | ---------------- |
| 1924               | París (Francia)        | Medalla de bronce | Scull individual |
| Campeonato Europeo |                        |                   |                  |
| Año                | Lugar                  | Medalla           | Prueba           |
| 1924               | Lucerna (Suiza)        | Medalla de oro    | Scull individual |
| 1925               | Praga (Checoslovaquia) | Medalla de plata  | Scull individual |
| 1926               | Lucerna (Suiza)        | Medalla de oro    | Scull individual |